# Raízen
Raízen ist ein brasilianisches Unternehmen mit Sitz in São Paulo.
Das 2010 gegründete Unternehmen ist ein Joint Venture, das aus dem Zusammenschluss der Zuckersparte von Cosan und der Kraftstoff- und Ethanolsparte aus Royal Dutch Shell in Brasilien entstand. Raízen ist der zweitgrößte Zuckerhersteller der Welt, nach Umsatz das drittgrößte brasilianische Energieunternehmen und das fünftgrößte Unternehmen in Brasilien.